# قائمة أشباه الجزر

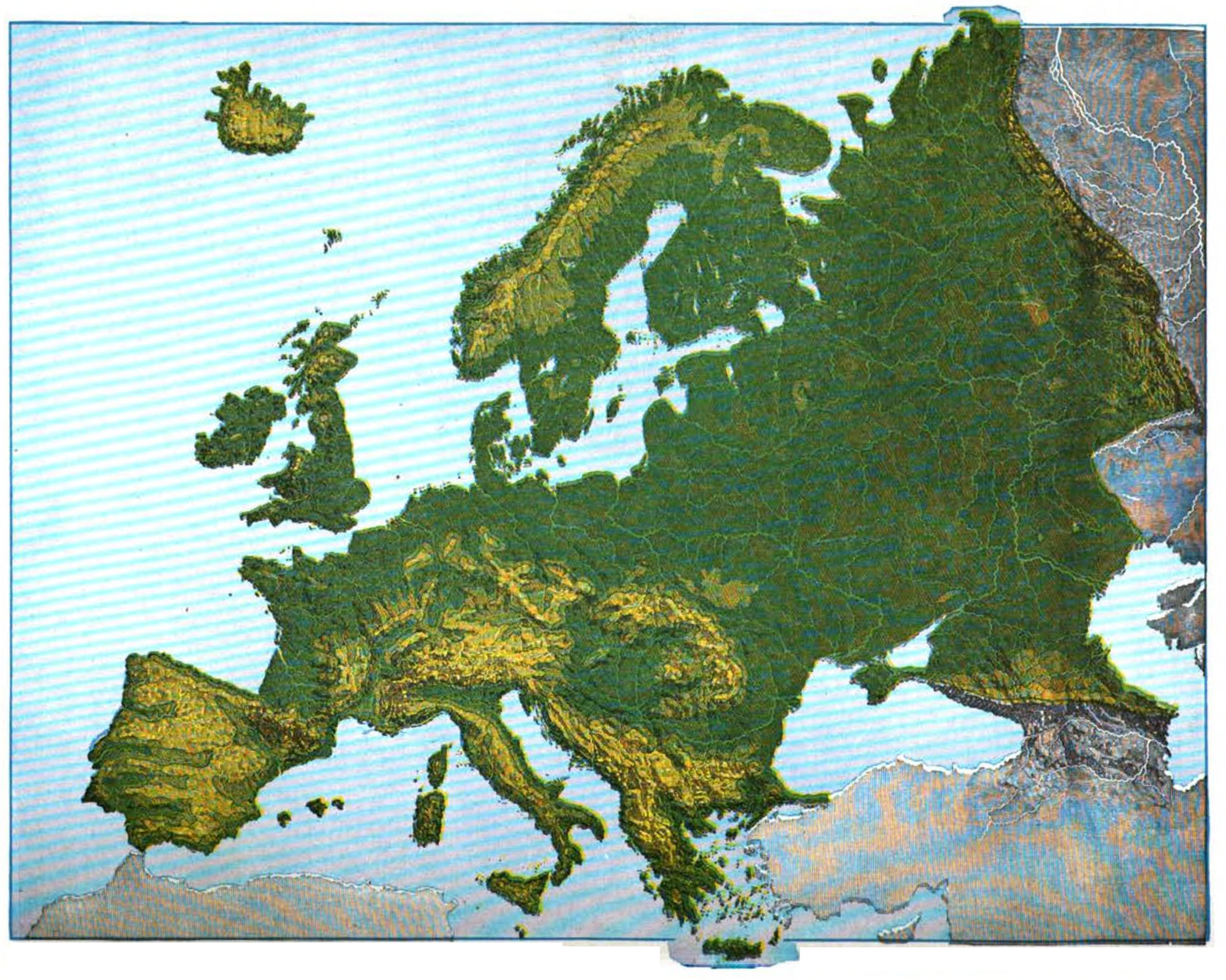
أوروبا أكبر شبه جزيرة في أوراسيا.

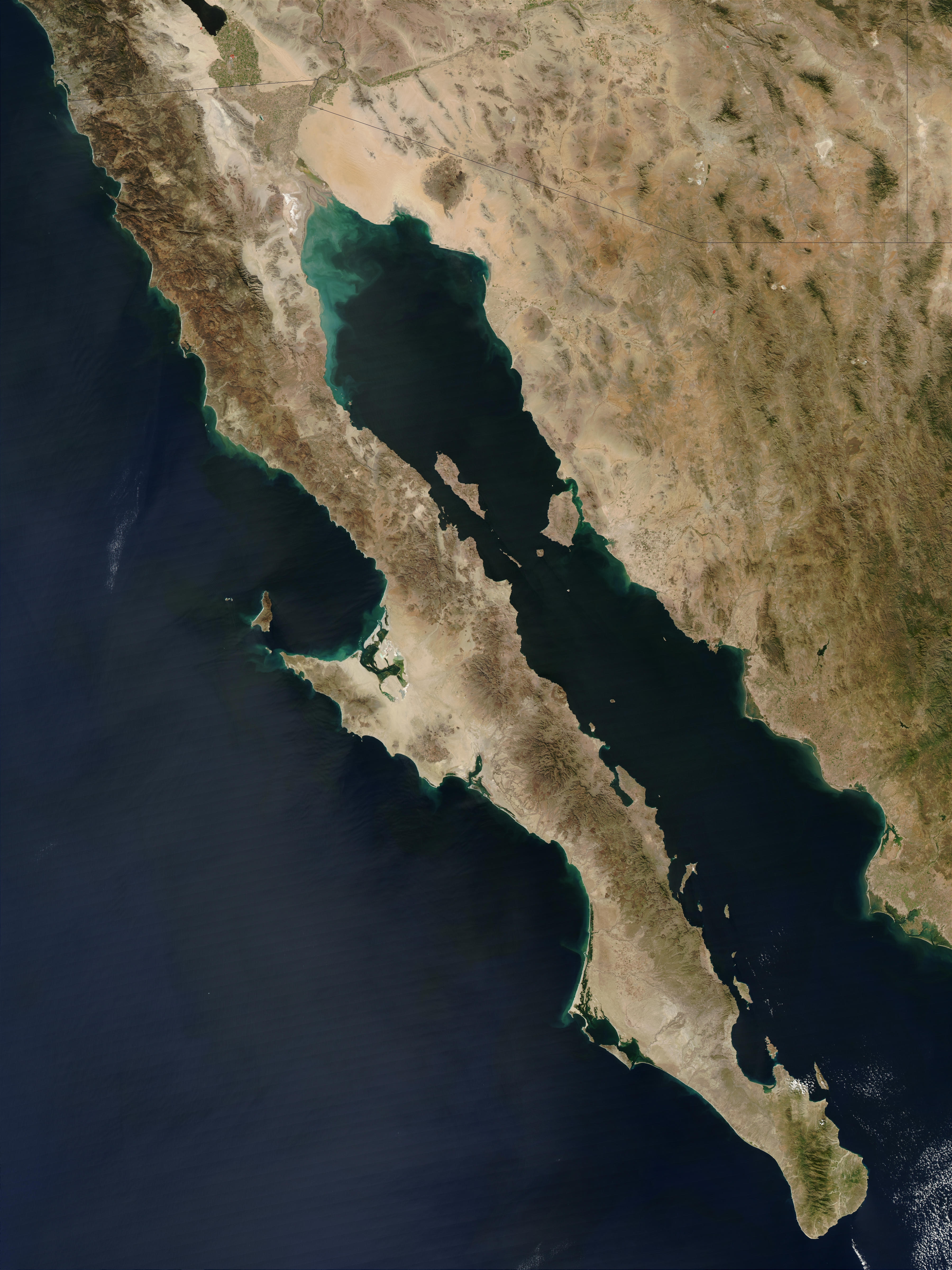
شبه جزيرة باخا كاليفورنيا، المكسيك

شبه الجزيرة هي إحدى أشكال السطح الجغرافية وهي أي امتداد لليابسة محاط بالماء من ثلاث جهات ويتصل باليابسة. المياه المحيطة عادةً ما تكون متواصلة، ولكن ليس من الضروري تسميتها هكذا. يمكن أن تكون شبه الجزيرة لسانًا أو رأسًا ممتدا في البحر أو شنخة.
إليكم قائمة بأشباه الجزر.

## آسيا

### الخليج العربي
- شبه الجزيرة العربية؛ السعودية و‌العراق و‌الكويت و‌البحرين و‌قطر و‌الأردن و‌الإمارات و‌اليمن و‌عمان
- شبه جزيرة الفاو، العراق
- شبه جزيرة مسندم؛ عمان والإمارات
- قطر

### الصين
- شبه جزيرة لياودونغ
- شبه جزيرة شاندونغ
- شبه جزيرة ليتشو

#### هونغ كونغ
- شبه جزيرة كولون

### الفلبين
- باتان، لوزون
- * شبه جزيرة باناي الشمالية الغربية، بيسايا
- * شبه جزيرة بوجادا، مينداناو
- * شبه جزيرة بوندوك، لوزون
- * شبه جزيرة بيكول، لوزون
- * شبه جزيرة زامبوانجا، مينداناو
- * شبه جزيرة سان إلديفونسو، لوزون
- * شبه جزيرة كارامون، بيكول
- * كافيت سيتي، لوزون
- * نقطة تيناكا، دافاو ديل سور

### الهند الصينية
- شبه جزيرة الهند الصينية

### اليابان

#### كيوشو
- شبه جزيرة أوسومي
- شبه جزيرة ساتسوما
- شبه جزيرة كونيساكي
- شبه جزيرة نيشيسونوغي

### إندونيسيا
- شبه الجزيرة الجنوبية، سولاوسي
- شبه الجزيرة الجنوبية الشرقية، سولاوسي
- شبه الجزيرة الشرقية، سولاوسي
- شبه جزيرة بلامبانغان، جاوة
- شبه جزيرة ميناهاسا، سولاوسي

#### هوكايدو
- شبه جزيرة شيريتوكو
- شبه جزيرة شاكوتان

#### هونشو
- شبه جزيرة أوشيكا
- شبه جزيرة أوغا
- شبه جزيرة بوسو
- شبه جزيرة ميورا
- شبه جزيرة نوتو

### تايوان
- هنغتشون

### تركيا (الشق الآسيوي)

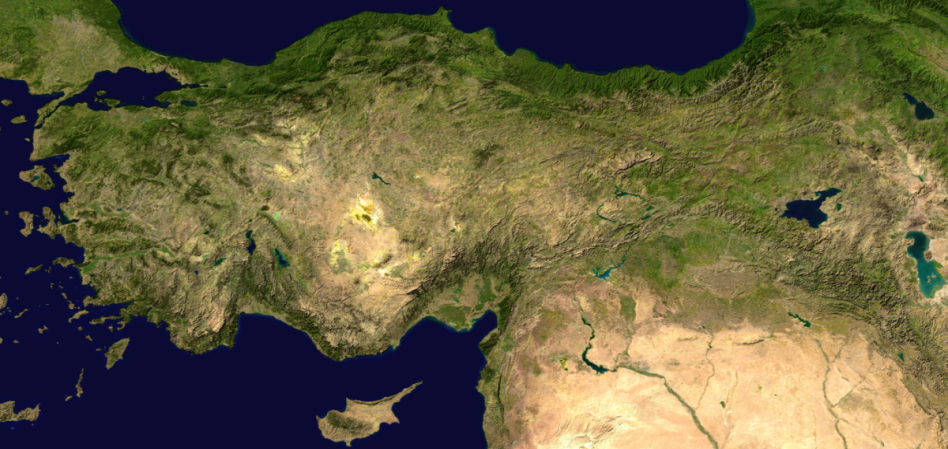
خريطة هضبة الأناضول، الجزء الآسيوي من تركيا

- الأناضول
  - شبه جزيرة أرموتلو
  - شبه جزيرة بيغا
  - شبه جزيرة تيكي
  - شبه جزيرة داتشا
  - شبه جزيرة ديلك
  - شبه جزيرة سينوب
  - شبه جزيرة كابيداغ
  - شبه جزيرة كارابورون
  - شبه جزيرة كوكايلي

### روسيا (الشق الآسيوي)

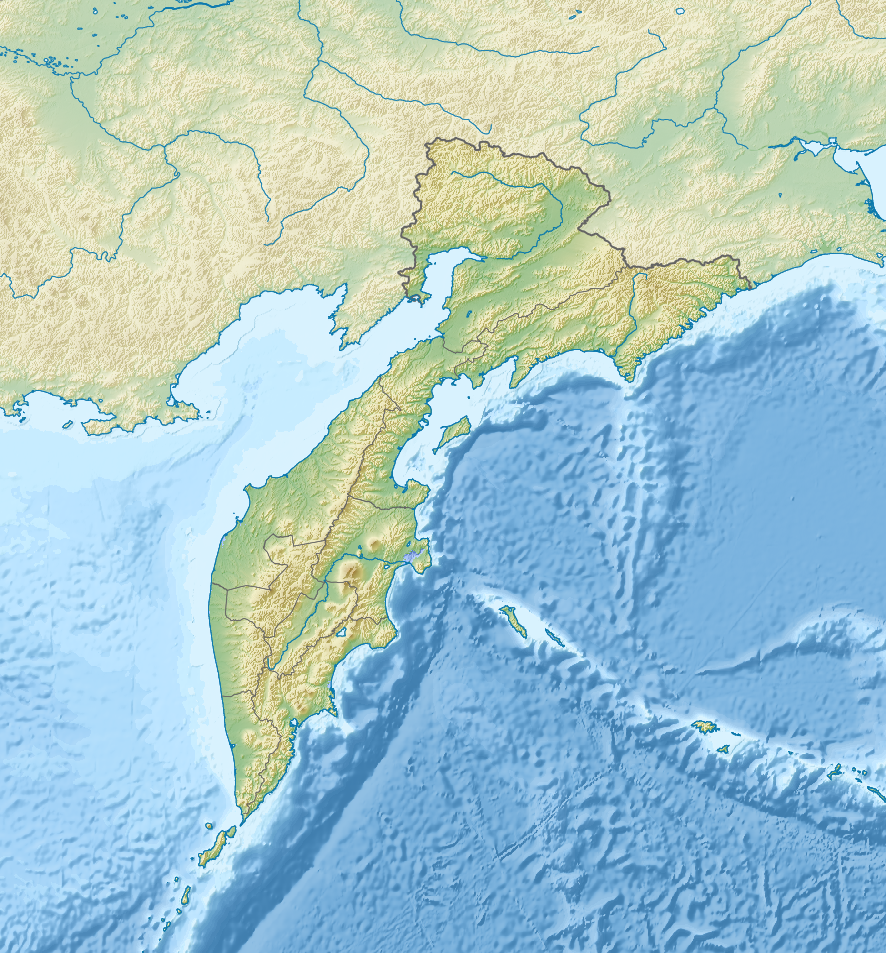
شبه جزيرة كامشاتكا في الشرق الأقصى الروسي

- شبه جزيرة تشوكشي
- * شبه جزيرة فاديفسكي
- * شبه جزيرة غدان
- * شبه جزيرة كامشاتكا
- * شبه جزيرة ميخائيلوف
- * شبه جزيرة مورافيوف-أمورسكي
- * شبه جزيرة تامان
- * تايميار
- * شبه جزيرة يامال

### سنغافورة
- تواس

### شبه القارة الهندية وجنوب آسيا

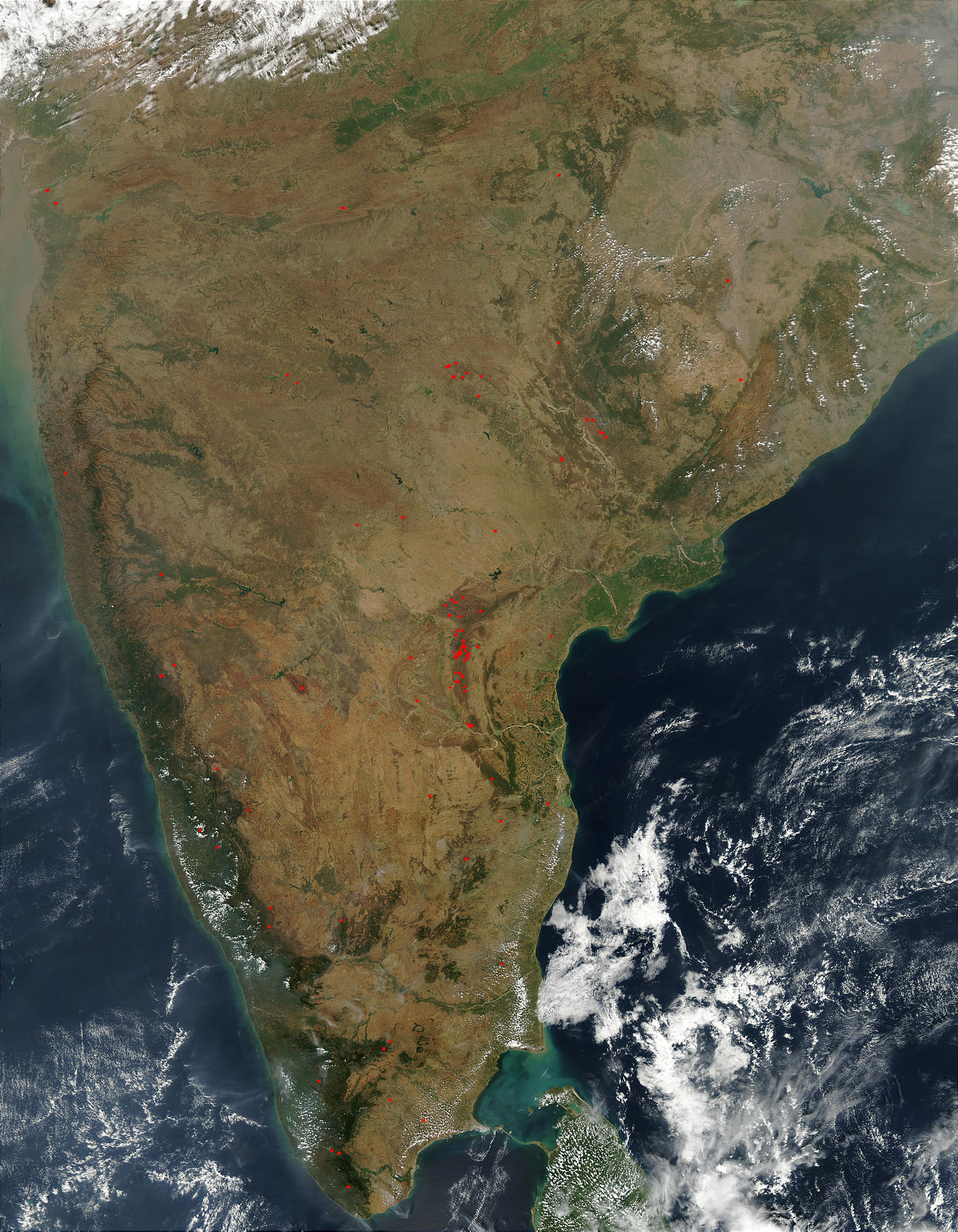
جنوب الهند (جنوب الهند)

شبه القارة الهندية هي شبه جزيرة، وتعد الأرض الوحيدة في العالم المعترف بها شبه قارة على نطاق واسع.
- شبه جزيرة الدكن
- شبه جزيرة كولابا، مومباي
- شبه جزيرة كاتيوار، كجرات
- شبه جزيرة كوادر، باكستان
- شبه جزيرة ورلي، مومباي
- منورة، كراتشي، السند، باكستان
- شبه جزيرة جافنا، شمال سريلانكا
- شبه جزيرة كنياكماري، تاميل نادو

### شرق المتوسط وبلاد الشام
- بيروت، لبنان
- مينا، لبنان
- حيفا، فلسطين
- عكا، فلسطين
- سيناء، مصر

### فيتنام
- شبه جزيرة القرى الخمس، هانوي
- شبه جزيرة بين كوا، مدينة هو تشي منه
- شبه جزيرة سون ترا، دا نانغ
- شبه جزيرة ترا كو، محافظة كوانغ ننه
- شبه جزيرة فونغ ماي، كي نون
- شبه جزيرة كا ماو، محافظة كا ماو
- شبه جزيرة كام رانه، محافظة كان هوا
  - شبه جزيرة دام مون
- شبه جزيرة هون غوم، دا لات

### كازاخستان
- شبه جزيرة مانغيشلاق

### كوريا

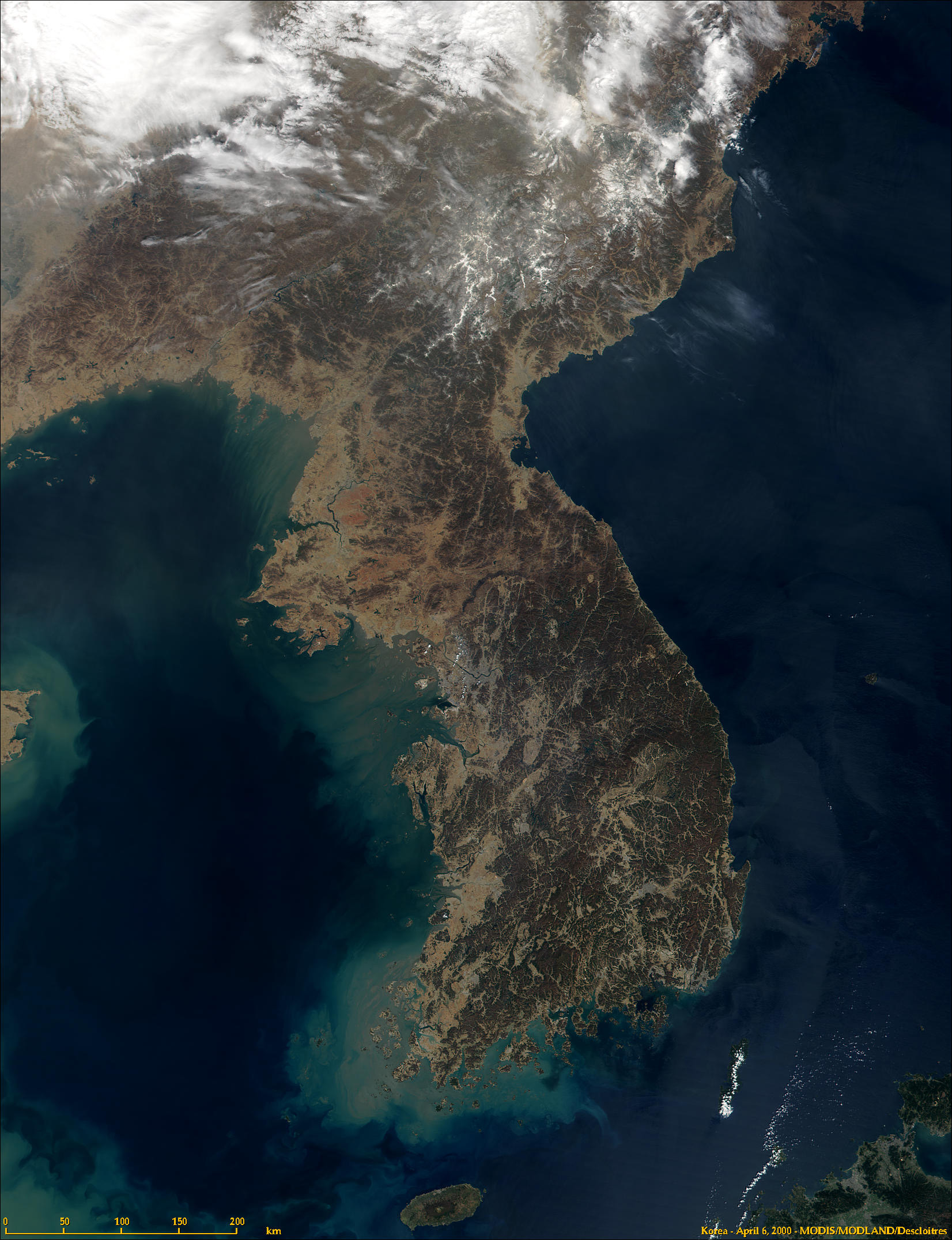
شبه جزيرة كوريا

كتلة الأرض كلها التي تشمل كوريا الشمالية والجنوبية هي شبه جزيرة، يحدها بحر اليابان من الشرق و‌بحر الصين الشرقي من الجنوب و‌البحر الأصفر من الغرب، ويربط مضيق كوريا البحرين الأولين.

### ماليزيا
- شبه الجزيرة الشمالية الشرقية، كودات
- شبه جزيرة بيتاس، بيتاس
- شبه جزيرة سانداكان، سانداكان
- شبه جزيرة سمبورنا، سمبورنا و‌تاواو
- شبه جزيرة ملايو

## أفريقيا

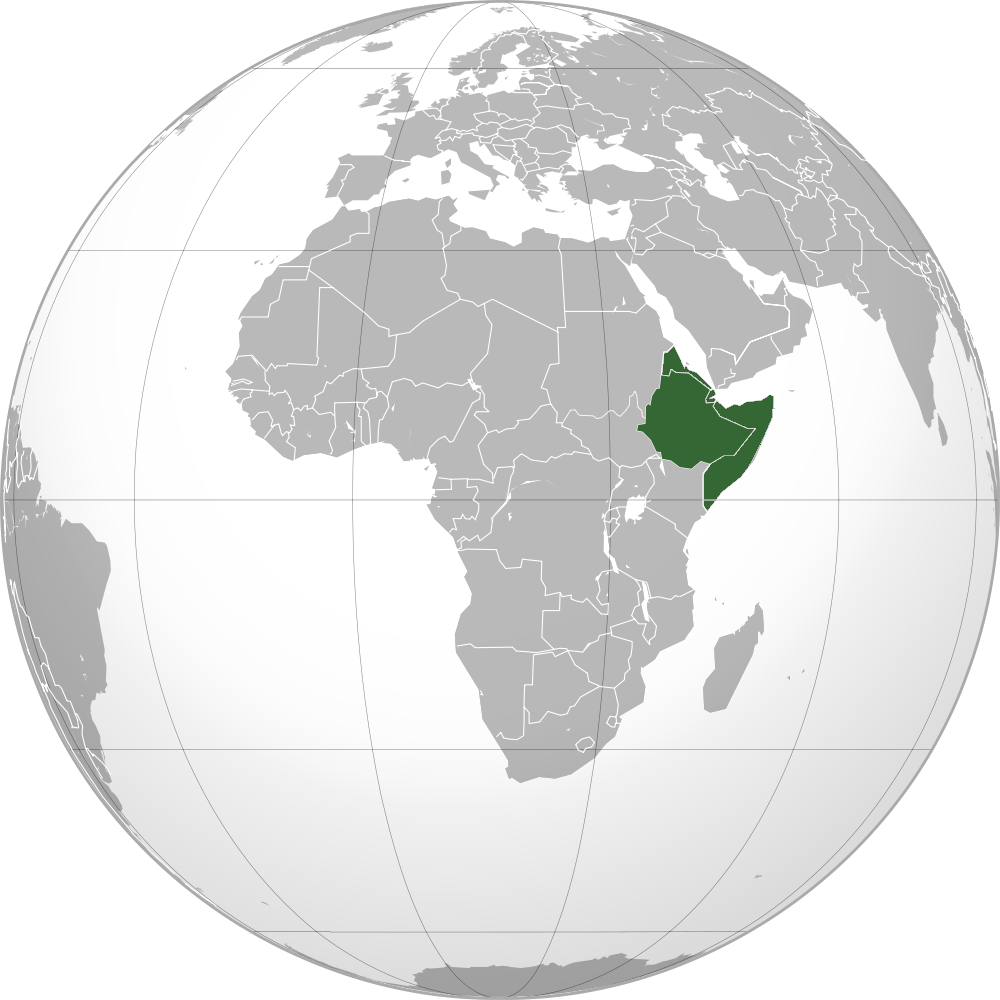
القرن الأفريقي ومعروف باسم شبه الجزيرة الصومالية

### القرن الأفريقي
القرن الأفريقي هو شبه جزيرة في شرق أفريقيا الناتئة في قناة عسير، وهي النتوء الشرقي الأقصى من القارة الأفريقية. وتظهر المنطقة التي تحتوي دول الصومال و‌إريتريا و‌جيبوتي و‌إثيوبيا.
- رأس سيان، جيبوتي
- رأس حافون، الصومال
- رأس كسار، إريتريا
- شبه جزيرة بوري، إريتريا

### شمال أفريقيا
- الرأس الطيب، تونس
- رأس بن سكة، تونس
- رأس بناس، مصر
- رأس زبيب، تونس
- رأس نواذيبو، موريتانيا و‌المغرب
- سبتة، إسبانيا (المغرب)
- شبه جزيرة وادي الذهب، الصحراء الغربية (المغرب)
- نقطة ساو لورنسو، ماديرا (البرتغال)

### مناطق أخرى
- باكاسي، الكاميرون ولكن على خلاف مع نيجيريا
- شبه جزيرة الرأس، جنوب أفريقيا
- شبه جزيرة الرأس الأخضر، السنغال
- شبه جزيرة تيرنر، سيراليون
- لي مورني برابانت، موريشيوس

## القارة القطبية الجنوبية
- أرض الملك إدوارد السابع
- شبه الجزيرة القطبية الجنوبية
- شبه جزيرة فاولر
- شبه جزيرة فليتشر
- شبه جزيرة مارتن

## أمريكا الجنوبية

### الأرجنتين
- شبه الجزيرة الخضراء
- شبه جزيرة فالديه

### الأوروغاي
- بونتا دل إيستي

### البرازيل
- رأس ساو تومي
- شبه جزيرة إتاباجيب

### بيرو
- شبه جزيرة إليسكاس
- شبه جزيرة باراكاس

### تشيلي
- شبه جزيرة برونزويك
- شبه جزيرة تايتاو

### فنزويلا
- شبه جزيرة أرايا
- شبه جزيرة باراغوانا
- شبه جزيرة باريا
- شبه جزيرة غواخيرا، بالاشتراك مع كولومبيا

### كولومبيا
- شبه جزيرة غواخيرا، بالاشتراك مع فنزويلا

## أمريكا الشمالية

### الكاريبي
- باريو أوبريرو، بورتوريكو
- شبه جزيرة زاباتا، كوبا
- شبه جزيرة سامانا، جمهورية الدومينيكان
- شبه جزيرة غوانهاكابيس، كوبا
- شبه جزيرة فيجي، سانت لوسيا
- شبه جزيرة هيكاكوس، كوبا

### المكسيك

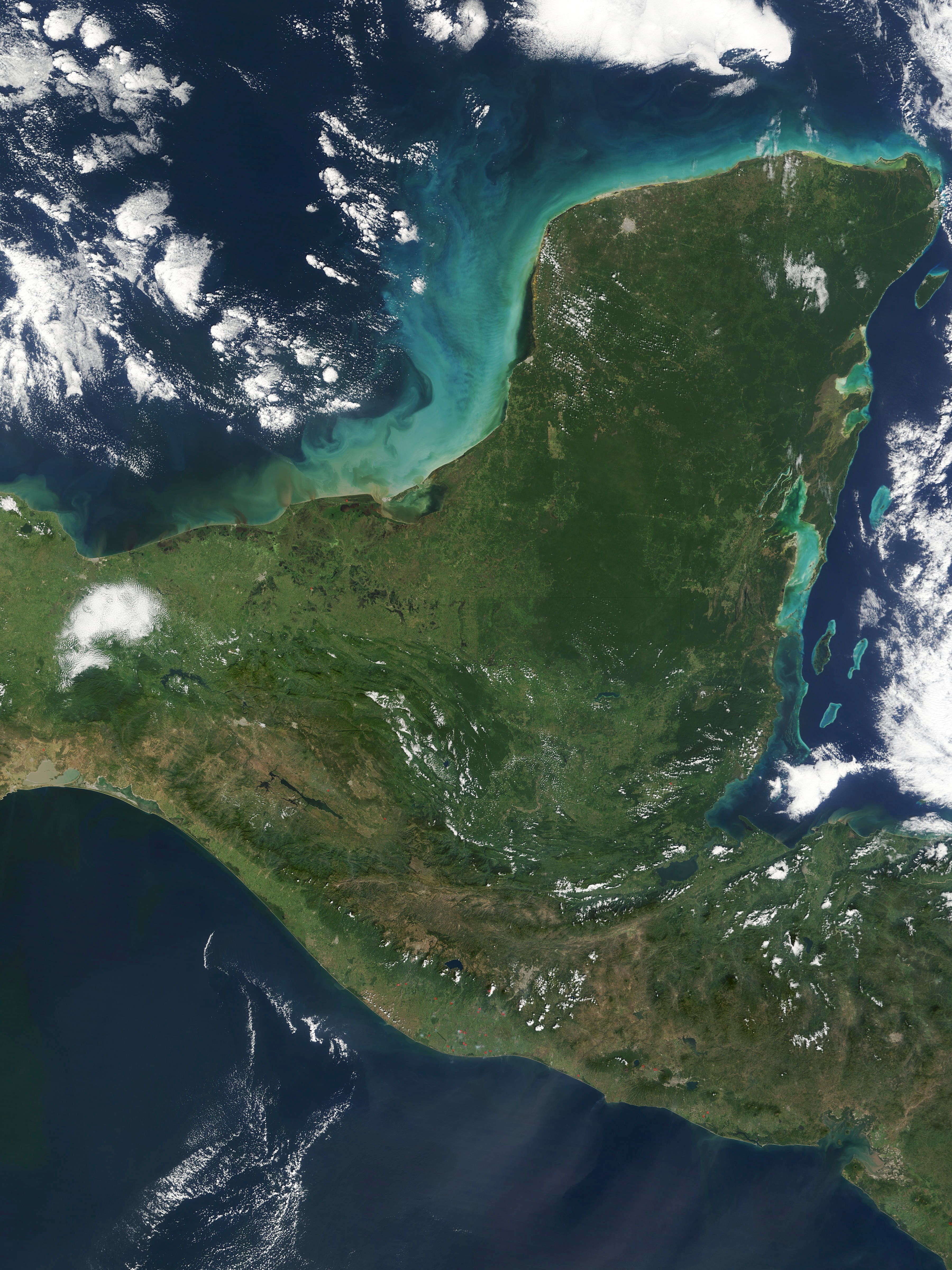
شبه جزيرة يوكاتان

- شبه جزيرة باخا كاليفورنيا، وتتضمن ولايتي باخا كاليفورنيا و‌باخا كاليفورنيا سور
- شبه جزيرة يوكاتان، تفصل جزئيًا خليج المكسيك عن البحر الكاريبي

#### بنما
- شبه جزيرة أزويرو

### الولايات المتحدة

#### ألاسكا
- شبه جزيرة ألاسكا
- شبه جزيرة سيوارد
- شبه جزيرة كليفلاند
- شبه جزيرة كيناي
- شبه جزيرة ليسبورن

#### فرجينيا
- الرقبة الشمالية، على الساحل الغربي لخليج تشيزبيك
- شبه الجزيرة الوسطى، على الساحل الغربي لخليج تشيزبيك
- شبه جزيرة فرجينيا، على الساحل الغربي لخليج تشيزبيك

#### فلوريدا

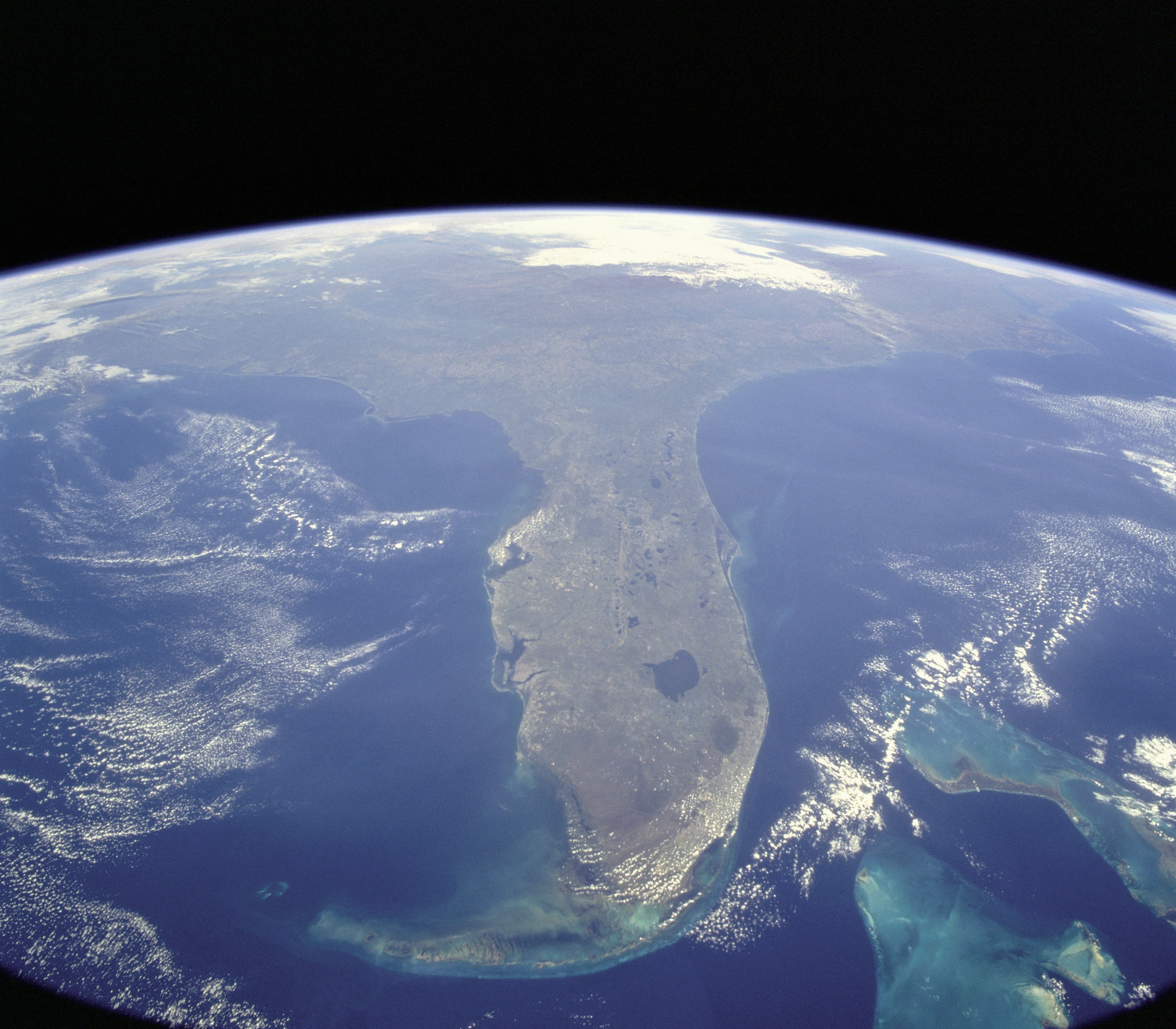
شبه جزيرة فلوريدا, تظهر في صورة قمر صناعي لناسا

فلوريدا هي مثال معروف لشبه جزيرة كبيرة، منطقة أرضها مقسمة بين شبه جزيرة فلوريدا الكبرى و‌رقعة فلوريدا الأصغر شمالاً وغربًا. بها عدة أشباه جزر أصغر منها:
- نهر سانت جونز يُوجِد شبه جزيرة كبيرة بطول 75 ميلاً يمتد من شرق جاكسونفيل حتى حدود مقاطعتي فلاغلر و‌فولوسيا، حيث ينبع النهر من بحيرة جورج.
- شبه جزيرة نافار (فيربوينت)
- شبه جزيرة بينيلاس تتضمن سانت بيترسبرغ و‌كليرواتر.
- معظم تامبا تقع على شبه جزيرة تسمى شبه جزيرة إنترباي (تعني «بين الخليج») تبرز في خليج تامبا.
- الرأس الأسود

#### فيرمونت
- ألبور، فيرمونت، على لسان ألبور، هي شبه جزيرة تمتد من كيبك بكندا في بحيرة شامبلين

#### كاليفورنيا
- ساموا – الأراضي الشمالية بين خليج همبولت والمحيط الهادئ.
- شبه جزيرة بالبوا – في شاطئ نيوبورت، مقاطعة أورانج.
- شبه جزيرة بالوس فيرديس – على طول المحيط الهادئ بين خليج سانتا مونيكا و‌خليج سان بيدرو، في منطقة الخليج الجنوبي في مقاطعة لوس أنجلوس.
- شبه جزيرة تيبورون – بين خليج ريتشاردسن و‌خليج سان بابلو في شرق مقاطعة مارين لشمال منطقة خليج سان فرانسيسكو.
- شبه جزيرة سان فرانسيسكو – بين خليج سان فرانسيسكو الجنوبي المركزي والمحيط الهادئ في منطقة خليج سان فرانسيسكو. جبال سانتا كروز هي «عمود فقري» على طول الأجزاء الوسطى والسفلى.
- شبه جزيرة مونتيري – تقع بين خليج مونتيري و‌وادي ساليناس و‌سلسلة سانتا لوتشيا في مقاطعة مونتيري.
- نقطة لوما – بين خليج سان دييغو والمحيط الهادئ في سان دييغو.

#### ماريلند

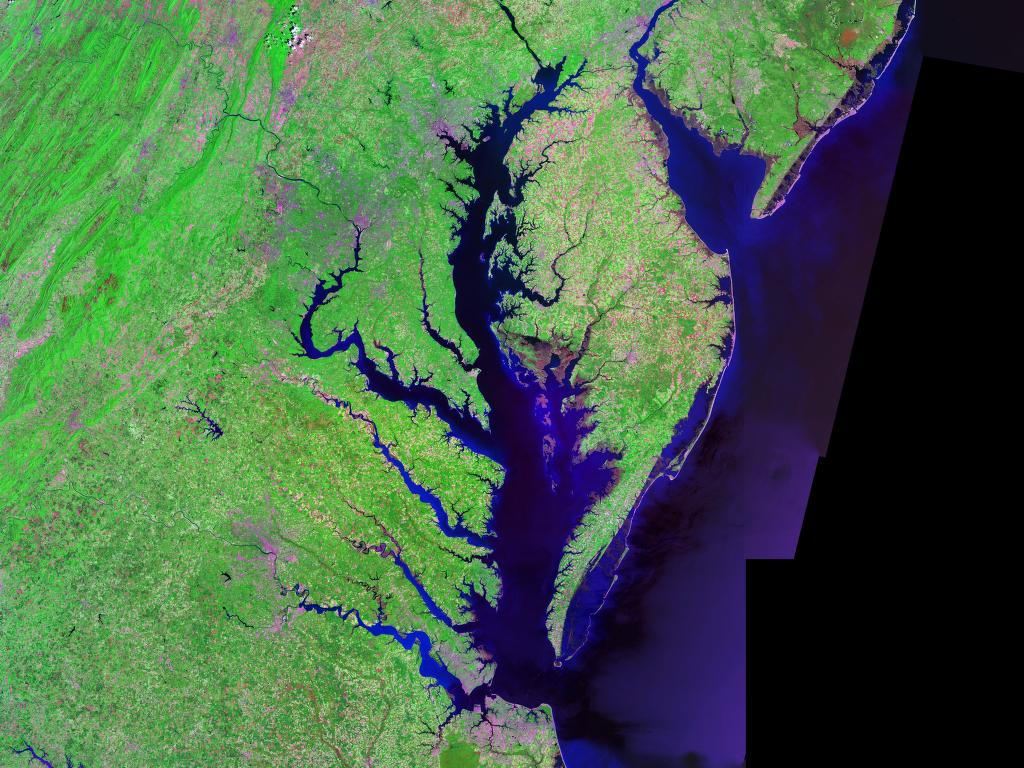
شاطئ وسط الأطلسي يظهر، من أعلى اليمين، رأس ماي من نيوجيرسي وخليج ديلاوير وشبه جزيرة ديلمارفا وخليج تشيزبيك. وما يظهر أيضًا هما شبه جزيرتي ماريلند وفرجينيا على طول سواحل تشيزبيك.

- ماريلند تتشارك شبه جزيرة ديلمارفا شرق خليج تشيزبيك مع ديلاوير و‌فرجينيا.
- شبه جزيرة سانت ماري يحدها نهر باتوسنت و‌نهر بوتوماك و‌خليج تشيزبيك.
- شبه جزيرة كالفيرت تقع بين خليج تشيزبيك و‌نهر باتوسنت.
- روافد المد والجزر صغيرة ومتعددة تُكِّون أشباه جزر أصغر على الساحلين الشرقي و‌الغربي لخليج تشيزبيك. أسماء الأمثلة تتضمن the شبه جزيرة الرقبة الطويلة في مقاطعة آن أروندل و‌شبه جزيرة رقبة الإلكة في مقاطعة سيسيل.

#### ماساتشوستس
- شاطئ نانتاسكت، هول
- شبه جزيرة شومت، بوسطن

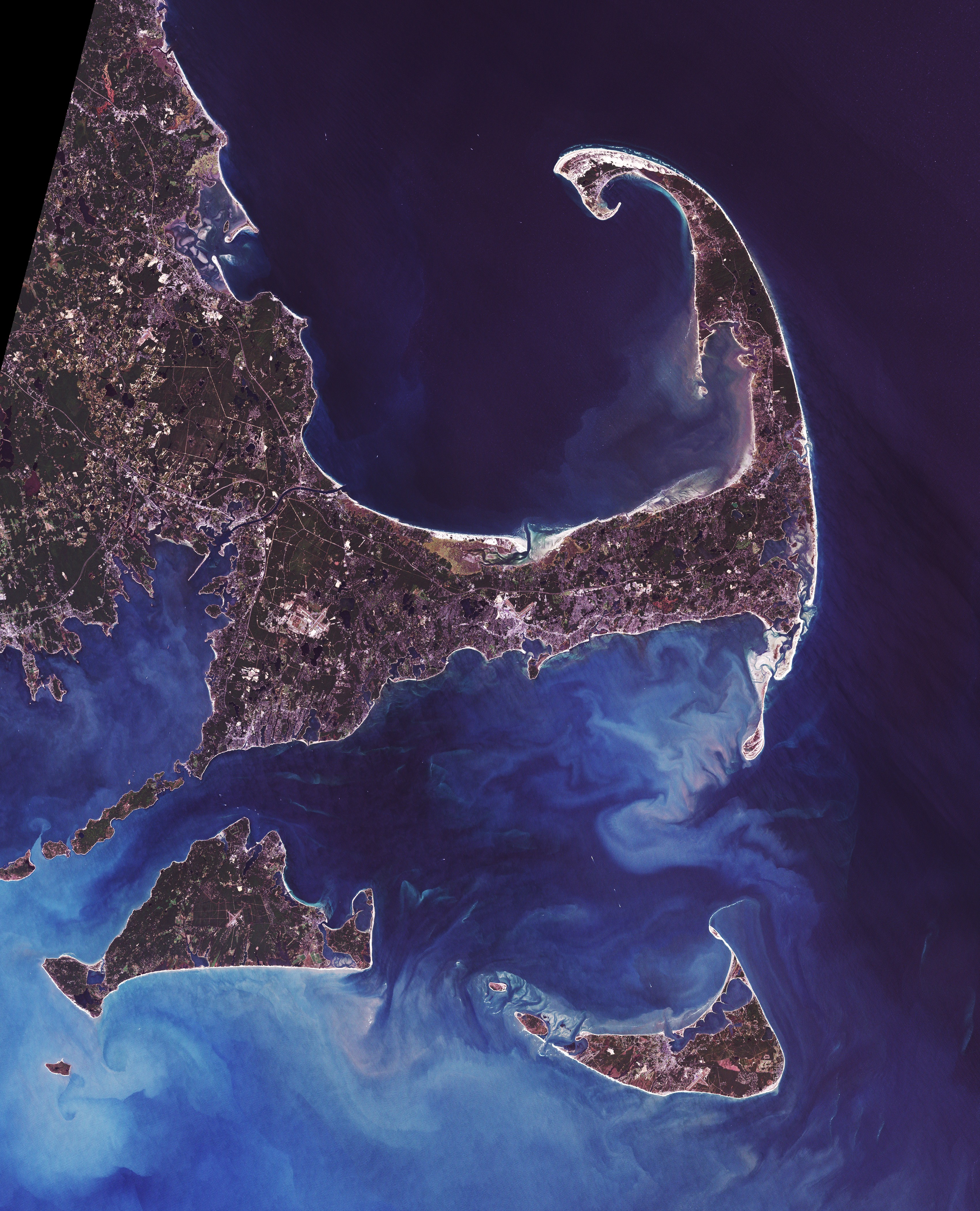
رأس القد، شبه جزيرة في ماساتشوستس

- رأس القد، رأس يمكن رؤيتها على أنها شبه جزيرة
- ناهانت، بلدة في مقاطعة إسكس، على شبه جزيرة صغيرة.

#### ميشيغان

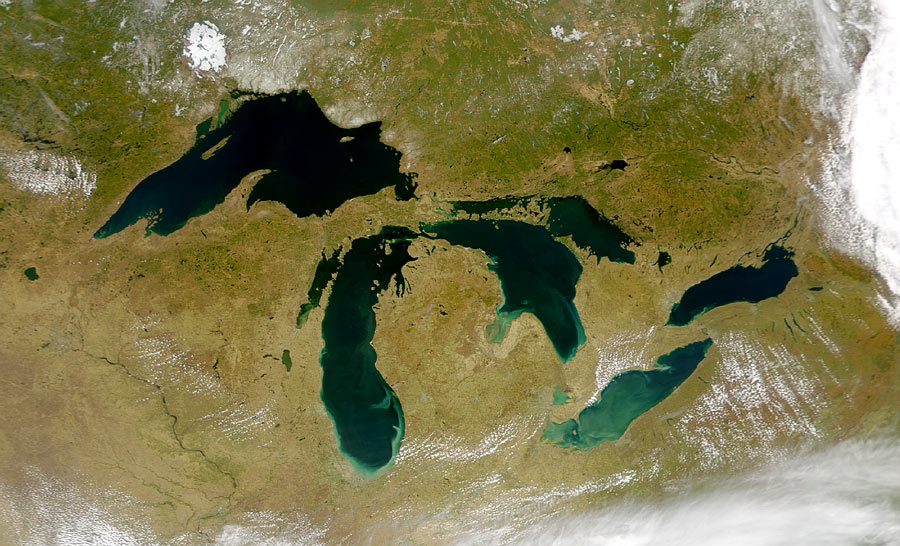
شبها جزيرتي ميشيغان الكبيرتان من الفضاء، تظهر شبه الجزيرتين العليا والدنيا

ميشيغان – الولاية الوحيدة التي تتكون من شبهي جزيرتين – هي مميزة جدًا لشكلها القفازي الناقص.
شبه جزيرة ميشيغان الدنيا تتضمن:
- الإبهام
- النقطة الرطبة
- بلدة بريسك آيل
- بلدة شبه الجزيرة
- نقطة تاواس
- شبه الجزيرة الضائعة في بلدة إيري
- شبه جزيرة ليلاناو
- شبه جزيرة وودتيك
- نقطة وغوشانس

شبه جزيرة ميشيغان العليا التي تشبه البندقية تتضمن:
- شبه جزيرة الدير
- شبه جزيرة ستونينغتون
- شبه جزيرة غاردن
- شبه جزيرة كوينو
- ظهر الأرنب

#### نيوجيرسي
- الخطاف الرملي
- رأس مايو
- شبه جزيرة بارنيغات
- عنق باربادوس الجديدة تقع بين نهر هاكنساك و‌نهر باسايك
- نقطة برغن و‌خطاف الآمر هما شبها جزيرتين في بايون، والتي بدورها تقع على شبه جزيرة يحيط بها خليج نيويورك العلوي و‌خليج نيوارك و‌كيل فان كول والمعروف سابقًا باسم عنق برغن
- نقطة دروير و‌نقطة كيرني يحددان مصب نهر هاكنساك
- نقطة كافن في جيرسي سيتي هي جزء من حديقة ولاية الحرية و‌ميناء ليبرتي.
- محطة المحيط العسكرية في بايون و‌ميناء جيرسي هما شبها جزيرتين صنعهما البشر تمتدان في خليج نيويورك العلوي

#### نيويورك

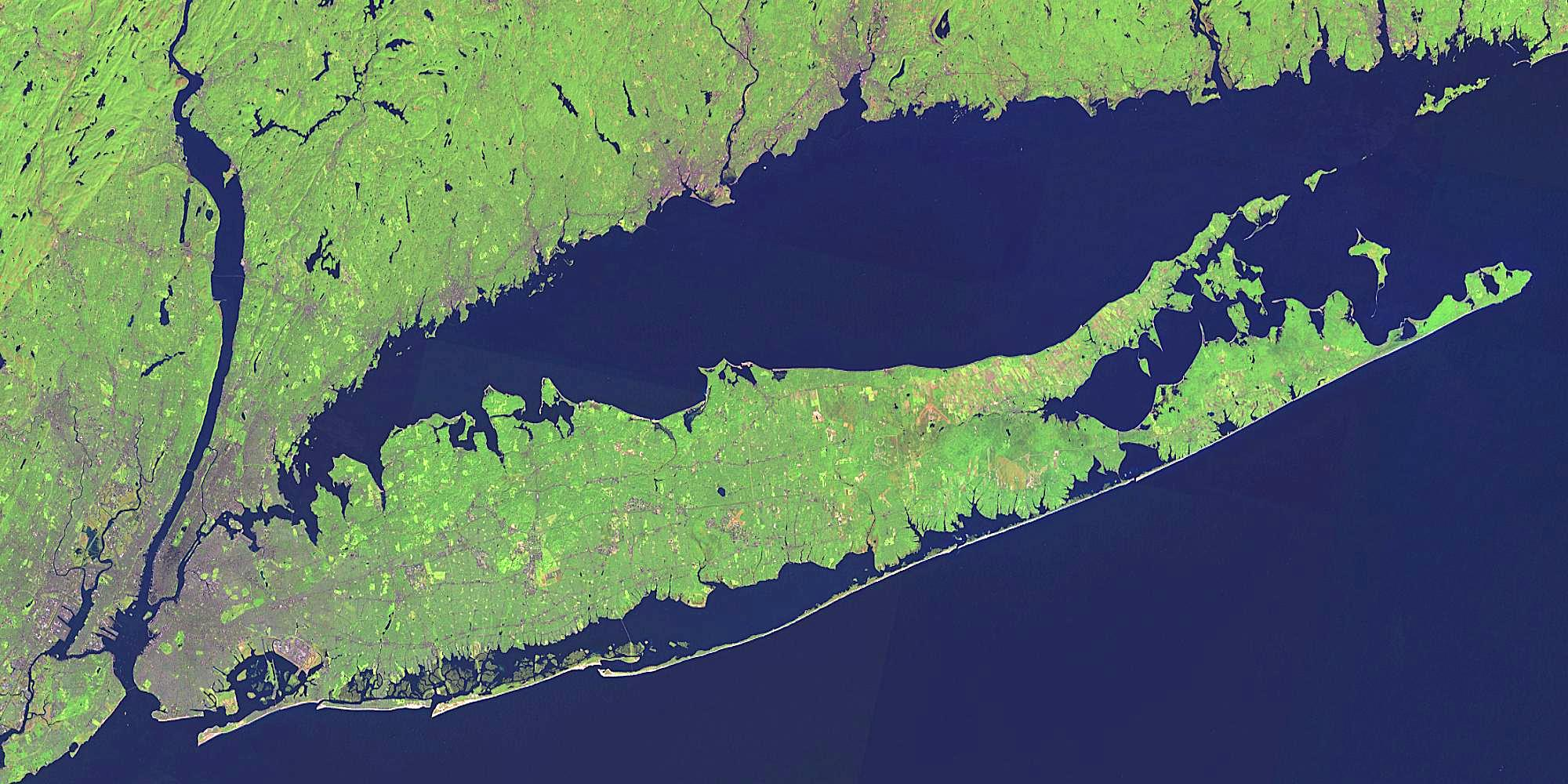
الجزيرة الطويلة بنيويورك بتشعبيها الشمالي والجنوبي

- الجزيرة الطويلة كانت شبه جزيرة متصلة بأمريكا الشمالية أثناء العصور الجليدية العظمى، وتتضمن شبهي جزيرتين عند حدها الشرقي: التشعب الجنوبي و‌التشعب الشمالي.
- آيرونديكويت، نيويورك (رأس جغرافي)
- جزيرة كوني كانت جزيرة حقيقية حتى توسعت الجزيرة عبر استصلاح الأراضي البحرية في خليج جزيرة كوني، وبالتالي أصبحت شبه جزيرة.
- ذا برونكس، ولاية نيويورك، و‌يونكيرس، نيويورك
- رأس كامبرلاند
- شبه جزيرة روكاوي في جنوب كوينز

#### واشنطن
- شبه جزيرة الشاطئ الطويل
- شبه جزيرة أولمبيك
- شبه جزيرة المفتاح في بيوجت ساوند
- شبه جزيرة كيتساب في بيوجت ساوند
- ماغنوليا، سياتل

#### يوتا
- جزيرة الظباء، يوتا، تصبح شبه جزيرة عند انخفاض مستوى الماء، على الشاطيء الجنوبي للبحيرة المالحة الكبرى
- شبه جزيرة ستانسبوري تصبح جزيرة عند ارتفاع مستوى الماء، على الشاطيء الجنوبي للبحيرة المالحة الكبرى
- نقطة برومونتوري، على الشمالي الشرقي للبحيرة المالحة الكبرى

#### ولايات أخرى
- شبه جزيرة ديلمارفا، تشمل أجزاء من ماريلند و‌فرجينيا ومعظم ديلاوير
- نقطة بارك في بحيرة سوبيريور
- شبه جزيرة بايفيلد، ويسكونسن في بحيرة سوبيريور
- نقطة تشيكاميغون، ويسكونسن في بحيرة سوبيريور
- شبه جزيرة دور، ويسكونسن في بحيرة ميشيغين
- جزيرة جونز، ميلواكي، ويسكونسن في بحيرة ميشيغين
- نقطة الذيل الصغير، ويسكونسن في الخليج الأخضر (بحيرة ميشيغين)
- نقطة مارشال، ويسكونسن على الخليج الشمالي لبحيرة ميشيغين
- نقطة ماويكوي، ويسكونسن على خليج ماويكوي في بحيرة سوبيريور
- موكابو، هاواي
- جزيرة بريسك، إيري، بنسيلفانيا
- ميناء بوليفار، تكساس
- نقطة رومان على خليج سيسكيويت، ويسكونسن في بحيرة سوبيريور
- نقطة توفت بين مرفأ بايلي، ويسكونسن وخليج ضوء القمر، ويسكونسن في بحيرة ميشيغين
- شبه جزيرة إنسينال، فلاور بلاف، كوربوس كريستي، تكساس
- التواء كنتاكي، كنتاكي

### بليز
- بلاسنسيا

### غرينلاند
- إنغنريت
- شبه جزيرة ألفريد فيغنرز
- شبه جزيرة نوسق
- شبه جزيرة نونافيك
- شبه جزيرة هيز

### كندا
- شبه جزيرة دونلاس، جزيرة ملفيل، الأقاليم الشمالية الغربية و‌نونافوت
- شبه جزيرة ستوركرسن، جزيرة فيكتوريا، الأقاليم الشمالية الغربية ونونافوت
- شبه جزيرة لبرادور، تشمل كل لابرادور ومعظم كيبك
- شبه جزيرة ناتكوسياك، جزيرة فيكتوريا، الأقاليم الشمالية الغربية ونونافوت
- شبه جزيرة ولستون، جزيرة فيكتوريا، الأقاليم الشمالية الغربية ونونافوت

#### الأقاليم الشمالية الغربية
- ساويو-إيداتشو
- شبه جزيرة الأمير ألبرت، جزيرة فيكتوريا
- شبه جزيرة باري
- شبه جزيرة بثل
- شبه جزيرة دوغلاس
- شبه جزيرة دياموند جينيس، جزيرة فيكتوريا
- شبه جزيرة ليث (في بحيرة الدب العظيم)

#### أونتاريو
- شبه الجزيرة الشمالية (في بحيرة نيبيغون)
- شبه جزيرة الأمير إدوارد (في بحيرة أونتاريو)
- شبه جزيرة أونتاريو
  - النقطة الصلعاء (في بحيرة إري)
  - النقطة الطويلة (في بحيرة إري)
  - شبه جزيرة بروس، تمتد إلى بحيرة هرون
  - شبه جزيرة نياغارا
- شبه جزيرة سيبلي (في بحيرة سوبيريور)
- شبه جزيرة سينثيا (في بحيرة تيماغامي)
- شبه جزيرة جون (في بحيرة تيماغامي)
- شبه جزيرة ماكلين (في بحيرة تيماغامي)

#### كيبك
- شبه جزيرة أونغافا
- غاسبيزيا

#### كولومبيا البريطانية
- شبه جزيرة بورارد
- شبه جزيرة ساحل الشروق، ممر البحر إلى السماء
- شبه جزيرة سانيتش، جزيرة فانكوفر

#### نوفا سكوشا
- شبه جزيرة أسبوتوغان
- شبه جزيرة بوبنيكو
- شبه جزيرة شيبوتو
  - شبه جزيرة هاليفاكس
- شبه جزيرة نوفا سكوشا

#### نونافوت
- شبه جزيرة أديلايد
- شبه جزيرة بانغرتوت
- شبه جزيرة بانكس
- شبه جزيرة بل، جزيرة ساوثهامبتون
- شبه جزيرة بوتيا
- شبه جزيرة سيمبسون
- شبه جزيرة كنت
- شبه جزيرة كولن آرتشر، جزيرة ديفون، جزر الملكة إليزابيث
- شبه جزيرة كولينسون، جزيرة فيكتوريا
- شبه جزيرة ميلفيل

##### جزيرة بافن
- شبه جزيرة بارو
- شبه جزيرة برودور
- شبه جزيرة بل
- شبه جزيرة بلانت
- شبه جزيرة بوردن
- شبه جزيرة بيكر
- شبه جزيرة بيكمان
- شبه جزيرة ستينسبي
- شبه جزيرة سيورارسوك
- شبه جزيرة فوكس
- شبه جزيرة كمبرلاند
- شبه جزيرة كيتر
- شبه جزيرة ميتا إنكوغنيتا
- شبه جزيرة هول

#### نيو برونزويك
- شبه جزيرة أكاديان
- شبه جزيرة كينغستون

#### نيوفندلاند ولابرادور

##### نيوفندلاند
- شبه الجزيرة الشمالية الكبرى
- شبه جزيرة أفالون
- شبه جزيرة باي فيرت
- شبه جزيرة بورت أو بورت
- شبه جزيرة بورين
- شبه جزيرة بونافيستا

### كوستاريكا
- شبه جزيرة أوسا
- شبه جزيرة نيكويا

## أوروبا
تعد أوروبا أحيانًا شبه جزيرة كبير امتدادًا لأوراسيا. وعلى هذا النحو، هي أحد أكبر أشباه الجزر في العالم وهي الوحيدة التي تعد قارة كاملة، إلى حد كبير كمسألة اصطلاحية بدلاً من العلم. وتتكون من أشباه جزر أصغر بكثير، أشباه الجزر الرئيسية الأربع المكونة لها هي شبه الجزيرة الإيبيرية و‌شبه الجزيرة الإسكندنافية و‌شبه الجزيرة الإيطالية و‌البلقان.

### إسكندنافيا

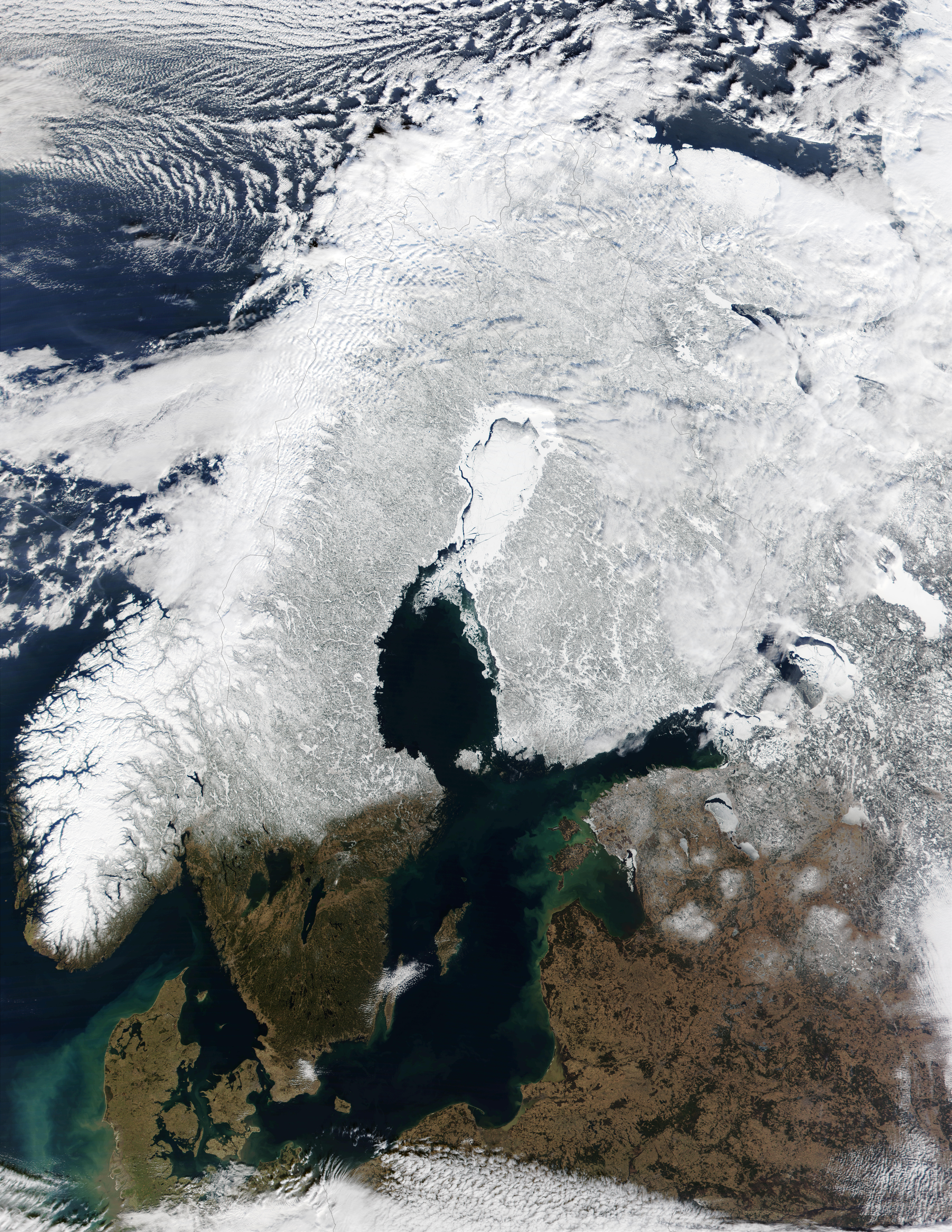
شبه الجزيرة الإسكندنافية من القمر الصناعي شتاءً

إسكندنافيا هي شبه جزيرة وبالإضافة إلى جزر أخرى تضم الدنمارك و‌السويد و‌النرويج وجزء من فنلندا.

#### الدنمارك
- أودسهيرد
- ديورزلاند
- سالينغ
- سونديفد
- شبه جزيرة ستيفنز
- غرينن
- كغنيس
- مولس
- هورن لاند
- هورنسهيرد
- هيلغنيس
- هيندسهولم
- يوتلاند (هي جزيرة الآن، بسبب حفر قناة كيل)

#### السويد
- سكونا

#### النرويج
- أوفوتهالويا
- بروغرهالويا
- بورشانغرهالويا
- بيغدوي
- سنارويا
- شبه جزيرة برغن
- شبه جزيرة ستاد
- شبه جزيرة ستافنغر
- شبه جزيرة سفيرهولت
- فارانغرهالويا
- فورنبولاندت
- فوسن
- ليستا
- لينغنهالويا
- نوردكينهالويا
- نيسودن
- هامارويهالويا
- هوروملاندت

### المملكة المتحدة

#### اسكتلندا
- أردنامركان، لوهابر
- الجزيرة السوداء، روس وكرومارتي
- رأس دانت، كيثنس
- رأس فاريد، ساذرلاند
- ستراثي، ساذرلاند
- شبه جزيرة العين، هبرديس الخارجي
- شبه جزيرة روسنيث، أرغيل وبيوت (سابقًا دونبارتونشاير)
- غالاوي رينز، دمفريز وغالاوي
- فايف
- كاول، أرغيل وبيوت
- كينتاير، أرغيل وبيوت
- ماكرز، دمفريز وغالاوي
- مورفيرن، لوهابر
- نقطة دوني، أبردينشاير
- نقطة هليا، جزر أوركني
- نويدارت، لوهابر

#### إنجلترا
- بريكسام، جنوب ديفون
- بنويث، كورنوال
- بير ألستون، ديفون
- تندرينغ، إسكس
- جزيرة الكلاب، لندن
- جزيرة بربك، دورست
- جزيرة بورتلاند، دورست
- جزيرة ثانت، كنت
- دوليش ورين، جنوب ديفون
- روثرهايت، لندن
- سبيرن، القسم الشرقي من يوركشاير
- شبه جزيرة السحلية، كورنوال

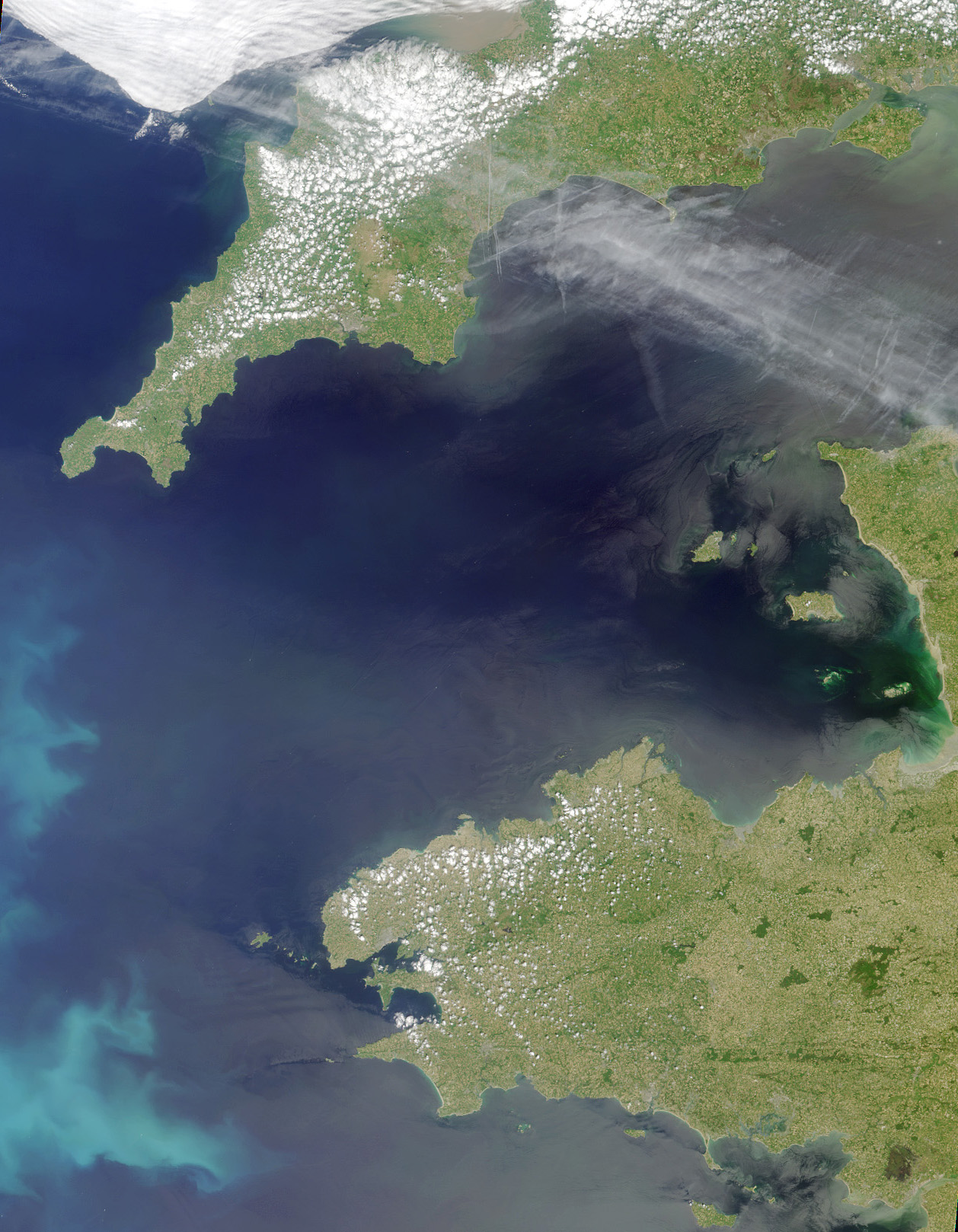
جنوب غرب إنجلترا وبحر المانش. شبه جزيرة برطانية الفرنسية تظهر أيضًا أسفل الصورة.

- شبه جزيرة جنوب غرب إنجلترا (الجزء الغربي من غرب إنجلترا الذي يتكون من مقاطعات كورنوال وديفون و‌سومرست ودورست)
- شبه جزيرة دنغي، إسكس
- شبه جزيرة روزلاند، وسط كورنوال
- شبه جزيرة شوتلي، سوفولك
- شبه جزيرة غرينتش، لندن
- شبه جزيرة كارتمل، كمبريا
- شبه جزيرة مانهود، غرب ساسكس
- شبه جزيرة هو، كنت
- شبه جزيرة ويرال، مرزيسايد
- غوسبورت، هامبشير
- فايلد، لانكشر
- فيرنس، كمبريا
- مركز مدينة درم، مقاطعة درم
- نقطة مورت، شمال ديفون

#### أيرلندا الشمالية
- جزيرة أوكسفورد
- جزيرة ماغي
- رأس رامور، بورترش
- شبه جزيرة أردس، مقاطعة داون
- ليكيل

#### جزر المانش
- الوادي، غيرنزي
- سارك الصغرى، سارك

#### ويلز
- رأس القديس ديوي، بيمبروكشاير
- شبه جزيرة جنوب بيمبروكشاير
- شبه جزيرة غاور، سوانزي
- شبه جزيرة كرودين، ساحل شمال ويلز
- شبه جزيرة لين
- شبه جزيرة مارلوس، بيمبروكشاير

### أوكرانيا
- القرم، متنازع عليها من أوكرانيا و‌روسيا
- شبه جزيرة ريبالسكي
- شبه جزيرة كونهار
- شبه جزيرة كينبور

### أيرلندا
- إنيشوين
- دونيجال
- رأس الخروف
- رأس القرن
- رأس الوثبة
- رأس كينسيل القديمة
- رأس مايزن
- رأس هاوث
- روسغويل
- شبه جزيرة إفيراغ
- شبه جزيرة البوري
- شبه جزيرة الخطاف
- شبه جزيرة بيرا
- شبه جزيرة دينغل
- شبه جزيرة رأس أخيل
- شبه جزيرة كولي
- فاناد
- مونستر

### إيطاليا

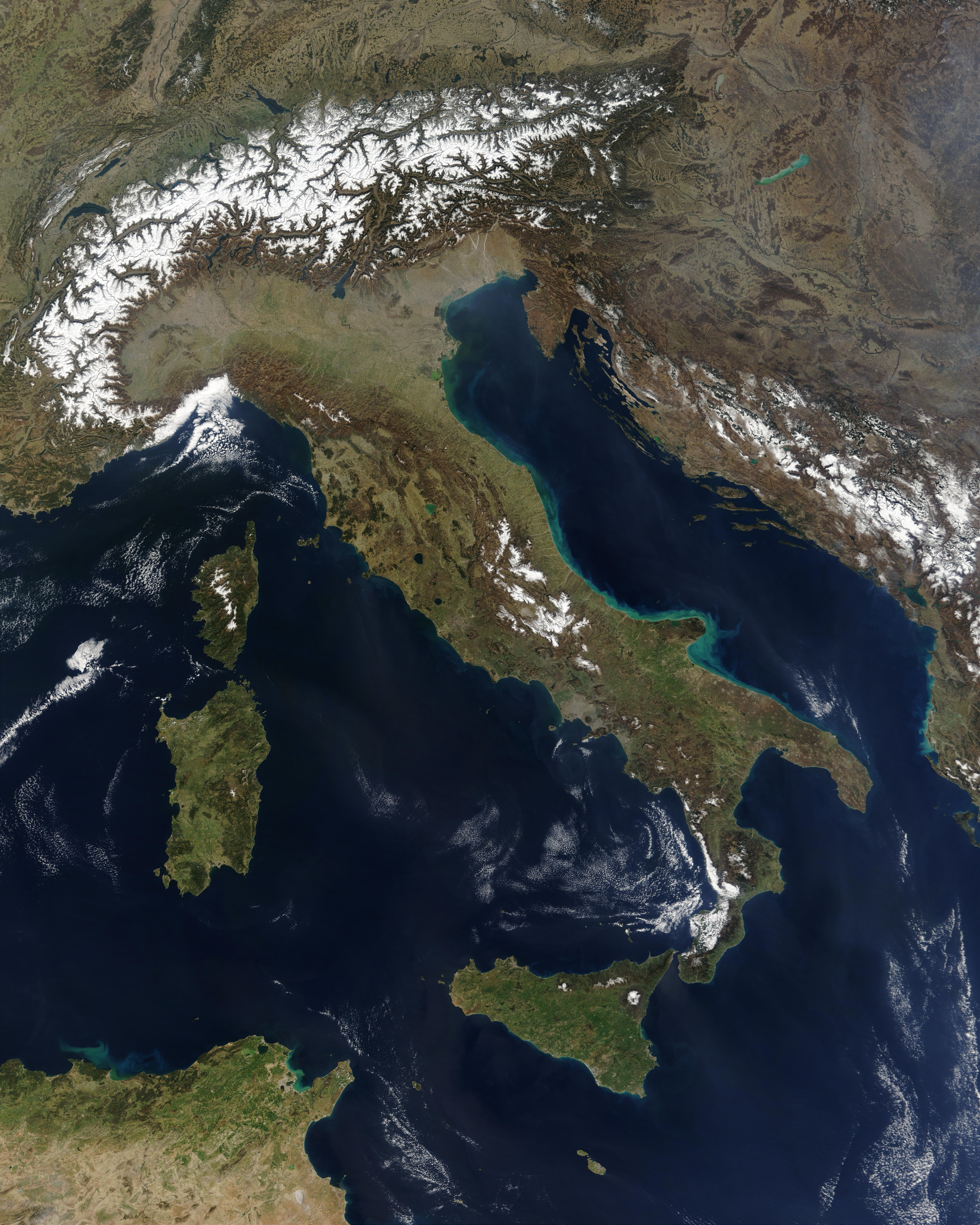
شبه الجزيرة الإيطالية من القمر الصناعي

- أوربتيلو
- سالنتو
- شبه جزيرة سورنتو
- غارغانو
- قلورية

### تركيا (الشق الأوروربي)
- تراقيا
- جاليبولي

### شبه الجزيرة الإيبيرية

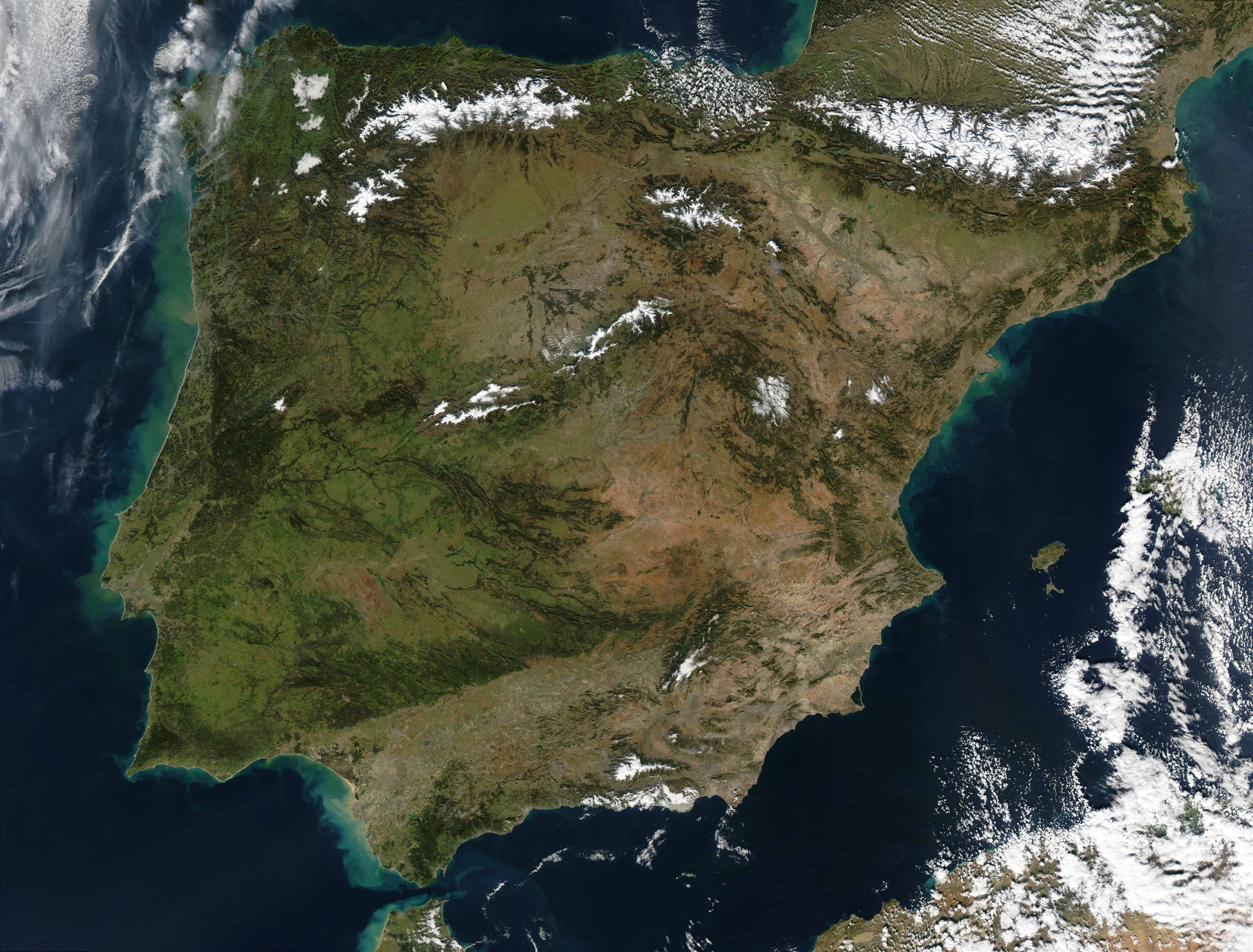
شبه الجزيرة الإيبيرية من القمر الصناعي

تتكون من إسبانيا و‌البرتغال القاريتين و‌أندورا و‌جبل طارق البريطاني ومساحة صغيرة من جنوب فرنسا.
- أناغا، إسبانيا
- بينيتشي، البرتغال
- جبل طارق
- خانديا، إسبانيا
- دو مورازو، إسبانيا
- رأس القديس فيسنت، البرتغال
- شبه جزيرة ترويا، البرتغال
- شبه جزيرة سيتوبال، البرتغال
- شبه جزيرة لشبونة، البرتغال
- قادس، إسبانيا
- كابو إسبيشل، البرتغال
- كابو كارفويرو، البرتغال
- لا إسليتا، إسبانيا
- لا كورونيا، إسبانيا

### شبه جزيرة البلقان
البلقان هي شبه جزيرة تتضمن ألبانيا و‌البوسنة والهرسك و‌الجبل الأسود و‌اليونان و‌بلغاريا و‌تركيا الأوروبية و‌رومانيا و‌سلوفينيا و‌شمال مقدونيا و‌صربيا و‌كرواتيا و‌كوسوفو.
- إستريا، كرواتيا
- بريفلاكا، كرواتيا
- بيلوبونيز، اليونان (الآن جزيرة بسبب قناة كورنث)
- بيليساك، كرواتيا
- بيليون، اليونان
- جاليبولي، تركيا
- جبل آثوس، اليونان
- خالكيذيكي، اليونان
- سبليت، كرواتيا
- سيثونيا، اليونان
- زادار، كرواتيا
- شبه جزيرة بيران، سلوفينيا
- شبه جزيرة كارابورون، ألبانيا
- شبه جزيرة ماني، اليونان
- كاساندريا، اليونان
- لوستيكا، الجبل الأسود

### روسيا (الشق الأوروبي)
- القرم، متنازع عليها من أوكرانيا و‌روسيا
- برزخ قورش، أوبلاست كالينينغرادسكايا (مشاركة مع ليتوانيا)
- شبه جزيرة أونيغا
- شبه جزيرة توري
- شبه جزيرة ريباتشي
- شبه جزيرة سامبيا
- شبه جزيرة سريدني
- شبه جزيرة سويكينسكي
- شبه جزيرة كانين
- شبه جزيرة كولا
- شبه جزيرة كورغالسكي
- شبه جزيرة نميتسكي
- شبه جزيرة يوغورسكي
- غوسينايا زملا
- لوخانيمي

### فرنسا
- برطانية
- شبه جزيرة كوتنتين، نورماندي
- كاب كورس، كورسيكا
- كروزون، فنستير
- ميدوك، أقطانيا

### مالطا
- حصن ريكاسولي
- سليمة
- سنجليا
- فالتة

### أشباه جزر أوروبية أخرى
- أبشرون، أذربيجان
- أكرانيس، آيسلندا

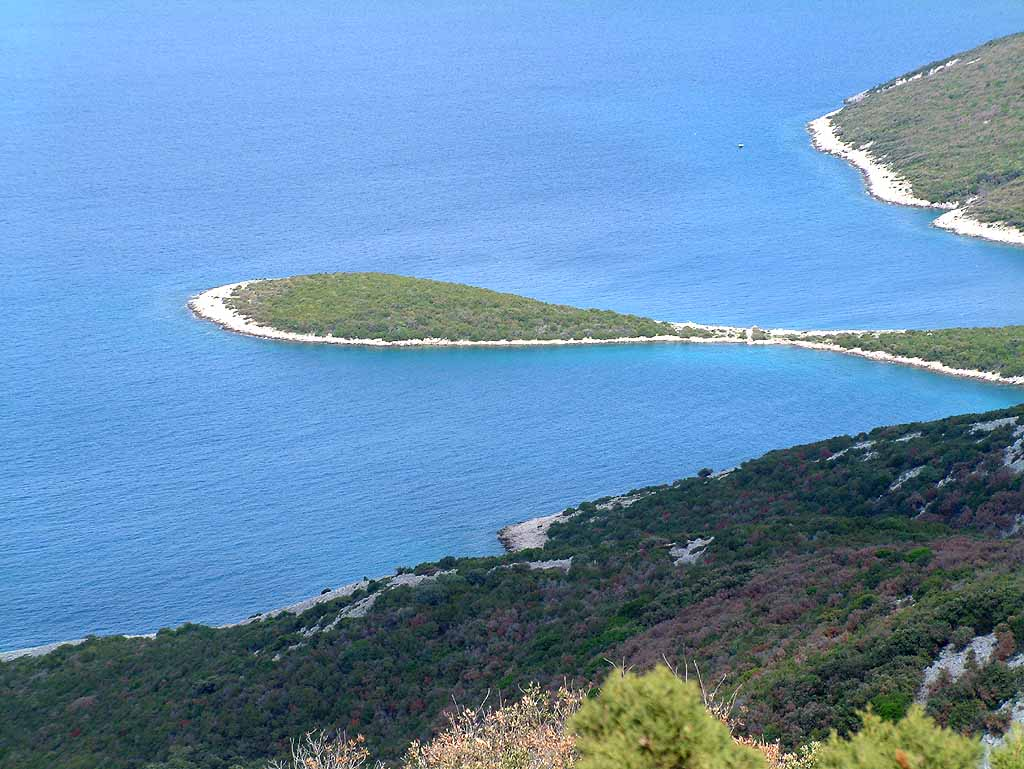
شبه جزيرة صغيرة في كرواتيا

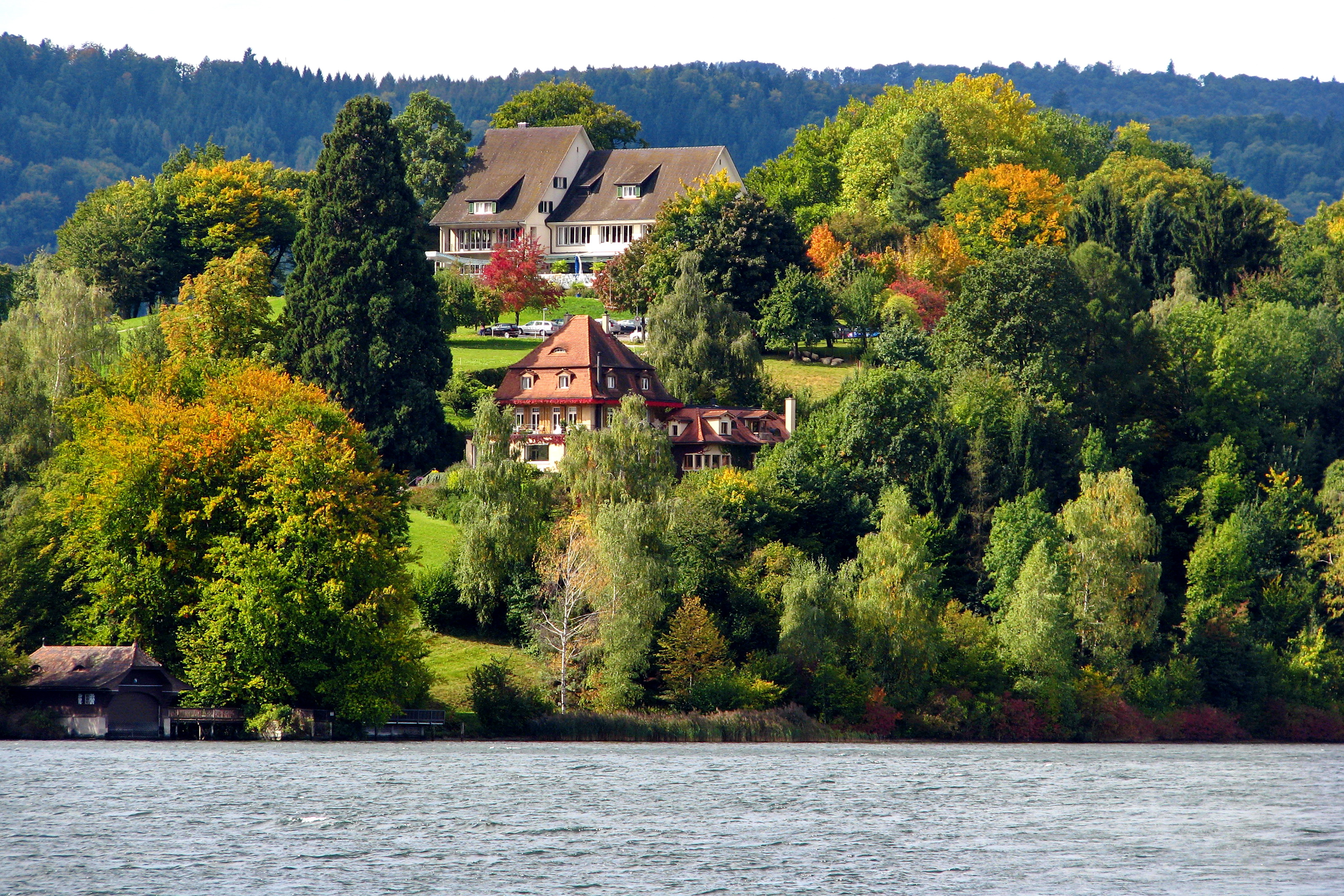
شبه جزيرة أو، بحيرة زيورخ، سويسرا

- برزخ قورش، ليتوانيا (مشاركة مع روسيا)
- بوتجادينغن، ألمانيا
- تيهاني، المجر
- جنوب بيفلاند، هولندا
- شبه جزيرة أو، بحيرة زيورخ، سويسرا
- شبه جزيرة سورف، إستونيا
- شبه جزيرة كارباس، قبرص
- شبه جزيرة كيرتش، متنازع عليها من أوكرانيا وروسيا
- شبه جزيرة هرقل، متنازع عليها من أوكرانيا وروسيا
- شبه جزيرة هل، بولندا
- فالخرين، هولندا
- فيشلاند دارس زينغست، ألمانيا
- كاكوماي، إستونيا
- هولندا الشمالية، هولندا

## أوقيانوسيا

### أستراليا

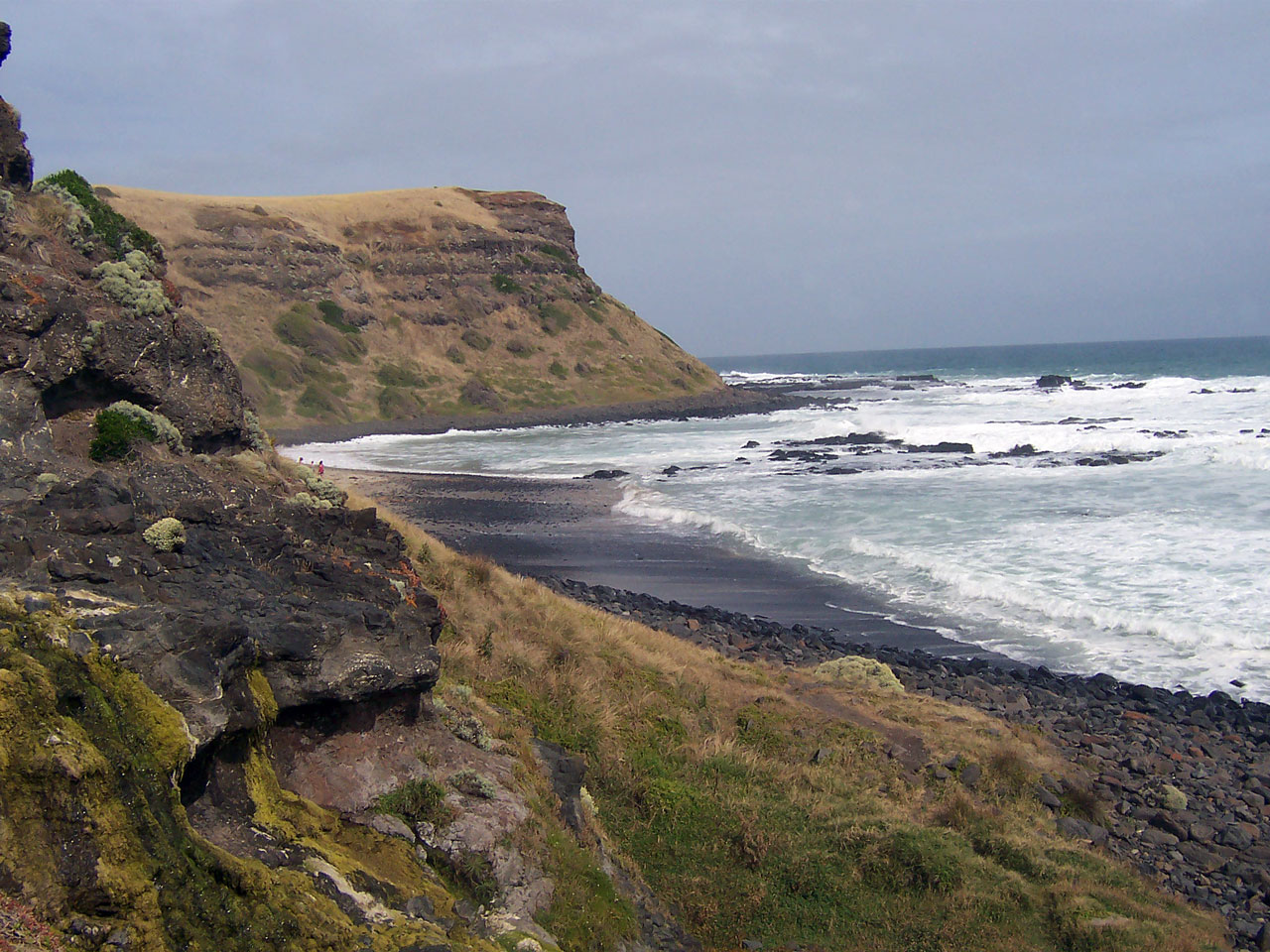
شاطئ على شبه جزيرة مورنينغتون، فيكتوريا

- خليج جرفيس، مقاطعة العاصمة الأسترالية
- ستوكتون، نيوساوث ويلز
- شبه جزيرة إير، جنوب أستراليا
- شبه جزيرة بيكروفت، نيوساوث ويلز
- شبه جزيرة بيلارين، فيكتوريا
- شبه جزيرة تسمان، تاسمانيا
- شبه جزيرة دامبير، أستراليا الغربية
- شبه جزيرة دوبلي، جنوب أستراليا
- شبه جزيرة ردكليف، كوينزلاند
- شبه جزيرة سير ريتشارد، جنوب أستراليا
- شبه جزيرة فرايسينت، تاسمانيا
- شبه جزيرة فلوريو، جنوب أستراليا
- شبه جزيرة كوبورغ، الإقليم الشمالي
- شبه جزيرة كورنل، نيوساوث ويلز
- شبه جزيرة كيب يورك، كوينزلاند
- شبه جزيرة مورنينغتون، فيكتوريا
- شبه جزيرة يانغهاسباند، جنوب أستراليا
- شبه جزيرة يوركي، جنوب أستراليا
- نقطة إنسكيب، كوينزلاند
- ووي ووي، نيوساوث ويلز
- ويلسونز برومونتوري، فيكتوريا

### بابوا غينيا الجديدة
- شبه جزيرة بابوان
- شبه جزيرة غزال، نيو بريتين
- شبه جزيرة هون

### نيوزيلندا

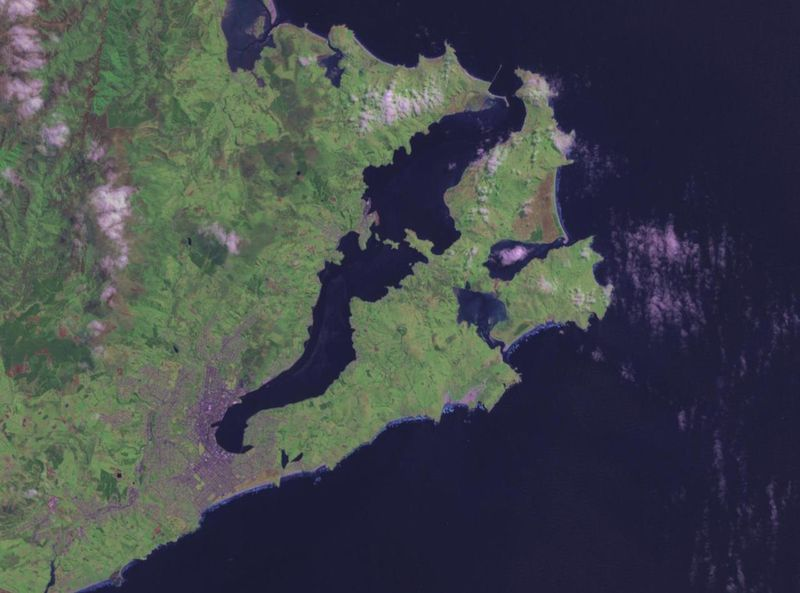
صورة قمر صناعي من ناسا تُظهر شبه جزيرة أوتاغو ومرفأ أوتاغو. تقع مدينة دنيدن على البرزخ أسفل اليسار.

#### الجزيرة الشمالية
- جبل مونغانوي
- رأس الخاطفين
- رأس الوراطة
- رأس ترناغين
- شبه جزيرة أوبوري
- شبه جزيرة باريتاتا، راغلان
- شبه جزيرة بورروا
- شبه جزيرة تيريتيريماتانغي، مرفأ كاوهيا
- شبه جزيرة رأس بريت
- شبه جزيرة كاريكاري
- شبه جزيرة كوروماندل
- شبه جزيرة ماهيا
- شبه جزيرة ميرامار
- شبه جزيرة نورثلاند
- شبه جزيرة وانغاباراوا

#### الجزيرة الجنوبية
- رأس فاولويند
- رأس كامبل
- شبه الجزيرة وشبه جزيرة رويز، بحيرة واناكا
- شبه جزيرة أوتاغو
- شبه جزيرة بانكس
- شبه جزيرة برانر، سانت أرنود
- شبه جزيرة بلاف
- شبه جزيرة تاوتوكو
- شبه جزيرة دورفيل، جزيرة دورفيل
- شبه جزيرة كايكورا
- شبه جزيرة ماكبرايدز، بحيرة مونواي
- لسان فيرويل
- نقطة تيواي